# Manuela Mutti
María Manuela Mutti Fornaroli (Salto, 13 de enero de 1987) es una profesora y política uruguaya. Diputada frenteamplista que integra el Movimiento de Liberación Nacional-Tupamaros (MLN-T), el Movimiento de Participación Popular (MPP) - Frente Amplio (FA) y el Centro Artiguista por los Derechos Económicos, Sociales y Culturales (CADESYC).

## Biografía
De profesión docente e hija de ex presos políticos, Mutti realizó su educación primaria en la Escuela N.º 5 de Salto, cursó Ciclo Básico en el Liceo N.º 3 y Bachillerato en el Liceo N.º 1, integrando la Asociación de Estudiantes Osimani y Llerena en el período 2003 - 2004.
Vivió en Salto hasta 2005, año en el que arribó a la ciudad de Montevideo para iniciar estudios de Profesorado de Historia en el Instituto de Profesores Artigas. Integró la cooperativa de viviendas de ayuda mutua COVIPALMA de Barrio Colón. En el 2008 contrajo matrimonio y en el 2011 nació su hijo Facundo Ernesto. 
Ha participado en diferentes investigaciones y encuentros relacionados con la disciplina de las Ciencias Históricas, siendo parte de publicaciones e investigaciones, principalmente en torno al Artiguismo e Historia del arte.
En su trabajo como docente ha impartido clases de enseñanza media básica tanto en Secundaria como en UTU, siendo parte del Programa “Rumbo Rural Integrado” y “Rumbo Rural Itinerante” en diferentes localidades de los departamentos de Salto y Artigas, como ser: Pueblo Fernández, Guaviyú de Arapey, Colonia Artigas, Colonia Pintado, Ciudad de Salto y Ciudad de Artigas. Ha desempeñado esta tarea hasta asumir como diputada del Frente Amplio por el departamento de Salto.

## Actividad política
A los 14 años Mutti comenzó su militancia orgánica en la Juventud - MPP en Salto y a los 18 años pasó a integrar la Casa del Estudiante - MPP en Montevideo y el CADESYC. De los 20 a los 24 años integró la agrupación Colón - MPP. 
En el año 2013 se desempeñó como secretaria de la Coordinación de Bancada del Frente Amplio en la Junta Departamental de Salto. Desde los 25 años de edad y hasta la fecha integra la Dirección Departamental de Salto - MPP, la Dirección del CADESYC - Salto y la Dirección del Regional Interior - MPP.
En las elecciones nacionales del 26 de octubre de 2014 fue elegida Representante Nacional por la lista del Espacio 609 del Frente Amplio del departamento de Salto. El 15 de febrero de 2015 Mutti asumió su banca en el parlamento.
Se encuentra en pareja con el músico Gerardo Nieto.